# Патруль счастья
Патруль счастья (англ. The Happiness Patrol) — вторая серия двадцать пятого сезона британского научно-фантастического телесериала «Доктор Кто», состоящая из трёх эпизодов, которые были показаны в период со 2 по 16 ноября 1988 года.

## Сюжет
Седьмой Доктор и Эйс посещают колонию на планете Терра Альфа и поражаются царствующим на планете натужно счастливому обществу. Везде играет веселая музыка, а тайная полиция планеты, Патруль Счастья (под управлением жестокой эгоистки Хелен А, помешанной на уничтожении несчастья), патрулирует улицы в розовой и фиолетовой униформе, охотясь и убивая "ворчунов", перекрашивает ТАРДИС в розовый. Вскоре Доктор и Эйс встречают Тревора Сигму, переписчика, посетившего Терра Альфу для расследования большой убыли населения.
Доктора и Эйс запирают в Зоне ожидания (местной замене тюрьмы), где узнают больше о законах планеты против несчастья, и встречают несчастную патрульную Сьюзан Кью, которая помогает Эйс сбежать. Доктор встречает еще одного пришельца, Эрла Сигму, странствующего игрока на губной гармошке, подогревающего волнения на планете, играя блюзы. Они вдвоем отправляются на Конфетную кухню, где исчезла большая часть пропавшего населения Терра Альфа, где встречают палача Хелен А, Кэндимэна: робота, сделанного из сладостей, созданного одним из старших советников Гилбертом М.
Доктор приклеивает Кэндимэна к полу с помощью лимонада, и с Эрлом сбегает в трубы, где встречает труболюдей, аборигенов планеты. Они решают свергнуть тиранию Хелен А. Доктор возвращается на поверхность, где начинает поднимать волнения, и собирается открыть Тревору "программу по контролю населения".
Эйс и Сьюзан снова ловят, и отправляют на Форум, где наказание за неразвлечение - смерть. Доктор и Эрл их спасают, и вся четверка идет во дворец для финальной битвы, в то время, как революция разгорается все сильнее. Хелен А отправляет своего ручного стигоракса Фифи на охоту за труболюдьми, но Эрл вызывает лавину из сахара, которая убивает животное. Затем аборигены уничтожают Кэндимэна. Хелен пытается сбежать с планеты на шаттле, но обнаруживает, что его похитили Гилберт М и ее муж Джозеф С. Ее находит Доктор, и пытается ее научить истинной природе счастья, и та сначала отвергает его слова, но, увидев останки ее питомца Фифи, падает в слезах. Революция свершилась, Доктор и Эйс перекрашивают ТАРДИС в синий и улетают.

## Трансляции и отзывы
| Эпизод            | Дата показа    | Продолжительность | Телезрители (в миллионах) |
| ----------------- | -------------- | ----------------- | ------------------------- |
| «Часть 1»         | 2 ноября 1988  | 24:51             | 5,3                       |
| «Часть 2»         | 9 ноября 1988  | 24:48             | 4,6                       |
| «Часть 3»         | 16 ноября 1988 | 24:25             | 5,3                       |
| [ 1 ] [ 2 ] [ 3 ] |                |                   |                           |

Доктор упоминает события серии «Вторжение динозавров» и Бригадира Доктор говорит, что его прозвищем в академии Галлифрея было Тета Сигма. Так же к нему обращается его одноклассник Дракс в серии «Фактор Армагеддона». Доктор поёт песню «As Times Go By», которую исполнял Сэм (сыгранный Дули Уилсоном) в фильме «Касабланка».